# ورنت لاس بینس
ورنت لاس بینس (به فرانسوی: Vernet-les-Bains) یک کمون در فرانسه است که در Canton of Prades واقع شده‌است.

## خصوصیات
ورنت لاس بینس ۱۶٫۷۶ کیلومترمربع مساحت و ۱٬۵۷۰ نفر جمعیت دارد و ۸۵۰ متر بالاتر از سطح دریا واقع شده‌است.